# Perfetti sconosciuti
Perfetti sconosciuti is een Italiaanse film uit 2016, geregisseerd door Paolo Genovese.

## Verhaal
Zeven goede vrienden (drie koppels en een vrijgezel) komen samen voor een etentje. Ze besluiten als spelletje om hun mobiele telefoons op tafel te leggen en elk tekstberichtje dat ze ontvangen onmiddellijk te delen met hun tafelgenoten om te bewijzen dat ze niks voor elkaar verborgen houden. Hoe verder de avond vordert worden er meer en meer geheimen aan elkaar onthuld waardoor ze tot de ontdekking komen dat ze minder van elkaar wisten dan gedacht.

## Rolverdeling
| Acteur             | Personage |
| ------------------ | --------- |
| Giuseppe Battiston | Peppe     |
| Anna Foglietta     | Carlotta  |
| Marco Giallini     | Rocco     |
| Edoardo Leo        | Cosimo    |
| Valerio Mastandrea | Lele      |
| Alba Rohrwacher    | Bianca    |
| Kasia Smutniak     | Eva       |

## Productie
De filmopnamen liepen van september tot oktober 2015 in Rome. De film behaalde tijdens de openingsweek in Italië de hoogste weekopbrengst aan de kassa met 3,3 miljoen €. De film kreeg 9 nominaties voor de Italiaanse filmprijzen Premi David di Donatello 2016 waarvan er twee gewonnen werden (beste film en beste scenario) en won nog verscheidene andere nationale filmprijzen.

## Prijzen en nominaties
De belangrijkste:
| Jaar | Prijs                    | Categorie            | Genomineerde(n)                                                                 | Uitslag  |
| ---- | ------------------------ | -------------------- | ------------------------------------------------------------------------------- | -------- |
| 2016 | Premi David di Donatello | Beste film           | Paolo Genovese                                                                  | Gewonnen |
| 2016 | Premi David di Donatello | Beste scenario       | Paolo Genovese, Filippo Bologna, Paolo Costella, Paola Mammini, Rolando Ravello | Gewonnen |
| 2016 | Nastro d'Argento         | Beste komedie        | Paolo Genovese                                                                  | Gewonnen |
| 2016 | Nastro d'Argento         | Beste originele song | Bungaro van Cesare Chiodo en Fiorella Mannoia                                   | Gewonnen |
| 2016 | Nastro d'Argento         | Speciale prijs       | volledige cast                                                                  | Gewonnen |
| 2016 | Globo d'oro              | Beste komedie        | Paolo Genovese                                                                  | Gewonnen |
| 2016 | Tribeca Film Festival    | Beste scenario       | Paolo Genovese, Filippo Bologna, Paolo Costella, Paola Mammini, Rolando Ravello | Gewonnen |

## Remakes
In veel landen zijn remakes gemaakt van deze film: onder andere de Franse film Le Jeu (2018) van de Franse regisseur Fred Cavayé; en de Nederlandse film Alles op tafel van Linda de Mol. Laatstgenoemde film ging op 4 november 2021 in première. In juli 2019 werd de film vermeld in het Guinness Book of Records voor de film waarvan de meeste remakes ooit waren gemaakt, op dat moment waren er 18 versies.